# Последний вальс (фильм)
«Последний вальс» (англ. The Last Waltz) — документальный фильм Мартина Скорсезе, запечатлевший заключительный концерт канадо-американской рок-группы The Band, который прошёл в День благодарения 25 ноября 1976 года в концертном зале «Уинтерлэнд», Сан-Франциско. Звуковая дорожка к фильму вышла отдельной пластинкой. Работу Скорсезе принято считать эталоном «концертного кино». В 2019 г. включён в Национальный реестр фильмов.

## Участники концерта
- Ронни Хокинс
- Доктор Джон
- Бобби Чарльз
- Нил Янг
- Нил Даймонд
- Джони Митчелл
- Пол Баттерфилд
- Мадди Уотерс
- Эрик Клэптон
- Эммилу Харрис
- Ван Моррисон
- Боб Дилан
- Ринго Старр
- Ронни Вуд
- Стивен Стиллс
- Карл Радл